# Owen Tudor
Owen Tudor, (Owen ap Meredydd), född omkring 1400, död 2 februari 1461, var en fattig, walesisk adelsman, vars familjeegendomar hade konfiskerats av engelsmännen 1412.
Han antog sin morfars (Tudor ap Goronwy) namn och begav sig till England och den unge Henrik VI av England:s hov, där han fick tjänst som page. Owen Tudor, som för övrigt ansågs vara sin tids stiligaste man, steg i graderna och blev Clerk of the Wardrobe hos den unge kungens mor, änkedrottning Katarina av Valois, änka efter Henrik V av England. I hans arbetsuppgifter ingick att vakta hennes juveler och beställa tyg till hennes klänningar. Kärlekens låga tändes mellan de två. En historia förtäljer, att Owen Tudor fick kallelse att dansa för änkedrottningen. Han råkade vingla till och föll rakt i hennes knä, och det sätt på vilket Katarina reagerade på denna ”intimitet” fick rykten att florera att de två hade ett förhållande.
Owen Tudor och Katarina gifte sig i hemlighet och fick fem barn tillsammans, tre söner och två döttrar. Deras äktenskap ogillades dock av de ledande i England och 1436 togs barnen ifrån modern, som tvingades gå i kloster. Owen Tudor sattes i fängelse men lyckades rymma. 
Han kom sedan att deltaga i rosornas krig och var anhängare till Henrik VI. I slaget vid Mortimer's Cross tillfångatogs han den 2 februari 1461 och halshöggs på befallning av Edvard av York (den blivande Edvard IV av England).
Owen Tudor var far till Edmund Tudor och farfar till Henrik VII av England, den förste regenten av Huset Tudor.